# Kanton Saint-Geoire-en-Valdaine
Saint-Geoire-en-Valdaine is een voormalig kanton van het Franse departement Isère. Het kanton maakte deel uit van het arrondissement La Tour-du-Pin. Het werd opgeheven bij decreet van 18 februari 2014, met uitwerking op 22 maart 2015.

## Gemeenten
Het kanton Saint-Geoire-en-Valdaine omvatte de volgende gemeenten:
- La Bâtie-Divisin
- Charancieu
- Massieu
- Merlas
- Montferrat
- Paladru
- Saint-Bueil
- Saint-Geoire-en-Valdaine (hoofdplaats)
- Saint-Sulpice-des-Rivoires
- Velanne
- Voissant